# عواجة
قرية عواجة هي إحدى القرى التابعة لمركز ديروط في محافظة أسيوط في جمهورية مصر العربية. حسب إحصاءات سنة 2006، بلغ إجمالي السكان في عواجة 6323 نسمة، منهم 3218 رجل و3105 امرأة.